# Jordi Anjauma
Jordi Anjauma (Barcelona, 13 de marzo de 1983) es un periodista, presentador y colaborador televisivo y radiofónico.

## Biografía
Empezó su trayectoria profesional en el año 2009 trabajando de colaborador en Radio Marca Barcelona en el programa Repartint Joc de Félix Monclus participando en noticias y debates de la emisora. 
Entre 2010 y 2011 ficha por Telecinco, donde trabaja de colaborador en Enemigos íntimos llegando a participar como invitado en "Sálvame Deluxe". 
Tras esa experiencia, presenta el magazine nocturno Circo loco de Canal Català TV junto a Germán Ramírez, concursante de Gran Hermano, durante el 2011. 
A finales de 2012 presenta junto a Sonia Arenas el programa de televisión Perdona, que se emitió hasta el 2014 en Canal Català TV y posteriormente se emitió en RAC105 TV y BOM TV de Grupo Godó hasta el 2015.   
A principios del 2014 es contertulio del programa deportivo barcelonista, presentado por Albert Lesan, La Ronda del canal Punt Avui Tv.
A finales de 2014 trabajó en Punto Pelota de Grupo Intereconomía, programa presentado por Alonso Caparrós, donde hacía El informe Anjauma.
En el año 2016, vuelve a la radio, en la que empezó su trayectoria profesional, presentando el programa Al Loro junto a la periodista Cristina Vargas. Tras unos meses, en 2018, el programa pasó a emitirse en Radio Marca para toda España.
En 2020 presentó el programa El trono de sensaciones en 8tv junto a Cristina Vargas. Un programa de entrevistas por el que pasaron como invitados Joan Gaspart, Eva Isanta, Alex Casademunt, entre otros. 

## Trayectoria
- Repartint Joc (2009), Radio Marca Barcelona.
- Enemigos íntimos (2010-2011), Telecinco.[5]
- Circo loco (2011), Canal Catala TV.
- ¿Perdona? (2012-2015), Canal Catala TV, BOM y Rac105tv.
- La ronda (2014), El Punt Avui Tv.[6]
- Punto Pelota (2014-2015), Intereconomía.[7]
- Al Loro (2016-2017), Radio Marca Cataluña.[8]
- Al Loro (2018), Radio Marca Nacional.[9]
- El trono de sensaciones (2020-2021), 8TV.